# Ernst Brenner

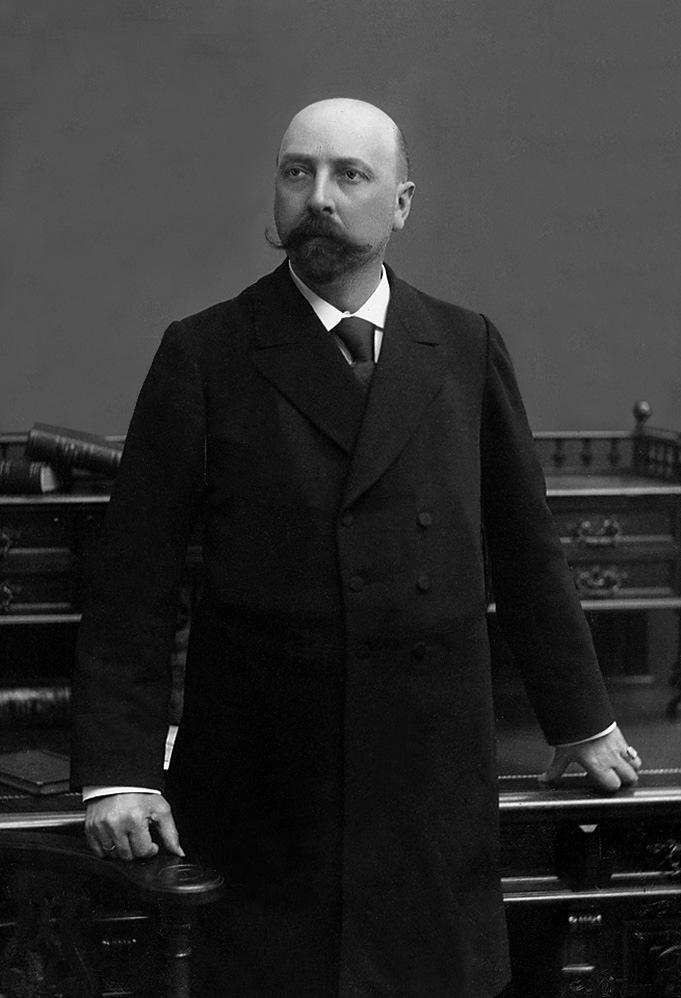
Ernst Brenner

Ernst Brenner (ur. 9 grudnia 1856 zm. 11 marca 1911), szwajcarski polityk, członek Rady Związkowej od 25 marca 1897 do śmierci. Kierował następującymi departamentami:
- Departament Sprawiedliwości i Policji (1897–1900, 1902–1907, 1909–1911)
- Departament Polityczny (1901, 1908)[1]

Był członkiem Radykalno-Demokratycznej Partii Szwajcarii.
Przewodniczył Radzie Narodowej (1894 – 1895). Pełnił też funkcje wiceprezydenta (1900, 1907) i prezydenta (1901, 1908) Konfederacji.